# In My Room (film)
Pour plus de détails, voir Fiche technique et Distribution.
In My Room est un film allemand réalisé par Ulrich Köhler, sorti en 2018.

## Synopsis
Armin, un cadreur dont la vie est dysfonctionnelle, se retrouve seul survivant d'une calamité qui a fait disparaître les autres êtres humains.

## Fiche technique
- Titre : In My Room
- Réalisation : Ulrich Köhler
- Scénario : Ulrich Köhler
- Photographie : Patrick Orth
- Montage : Laura Lauzemis
- Production : Christoph Friedel et Claudia Steffen
- Société de production : Pandora Film, Echo Film, Komplizen Film et Arte
- Société de distribution : Pandora Film (Allemagne), Nour Films (France) et Grasshopper Film (États-Unis)
- Pays :  Allemagne et  Italie
- Genre : Drame et science-fiction
- Durée : 119 minutes
- Dates de sortie : 
  -  Allemagne : 8 novembre 2018
  -  France : 9 janvier 2019

## Distribution
- Hans Löw : Armin
- Elena Radonicich : Kirsi
- Michael Wittenborn : le père
- Ruth Bickelhaupt : la grand-mère
- Emma Bading : Rosa
- Katharina Linder : Lilo
- Felix Schmidt-Knopp : le monteur
- Kathrin Resetarits : Tanja
- Erhard Scholl
- Siegfried Rosenau
- Phillip Sollmann
- Franz Hagn : Levin
- Antonia Putiloff : Jule
- Ada Philine Stappenbeck : Chiara

## Accueil
Le film a reçu un accueil favorable de la critique. Il obtient un score moyen de 84 % sur Metacritic.